# Samuel Hjertsäll
Samuel Hjertsäll, född 2 september 1802 i Ekeby församling, Östergötlands län, död 1 oktober 1861 i Frinnaryds församling, Östergötlands län, var en svensk präst.

## Biografi
Samuel Hjertsäll föddes 1802 i Ekeby församling. Han blev 1824 student vid Uppsala universitet och prästvigdes 1828. Hjertsäll blev 1835 brukspredikant på Finspångs bruk och 1859 kyrkoherde i Frinnaryds församling. Hjertsäll avled 1861 i Frinnaryds församling.